# Твой идеальный мир
«Твой идеальный мир» — третий номерной альбом российской модерн-метал группы «Фактора страха». Впервые в истории группы в записи не принимал участие Кирилл Немоляев, всю работу по продюсированию взял на себя лидер группы Константин Селезнёв, а вокальные партии были адаптированы под скриминг Ильи Александрова

## Концепция альбома
«Твой идеальный мир» является концептуальным альбомом. Связь смысловая — в каждой песне человек, размышляя, ищет свой идеальный мир. Тематически все тексты пластинки посвящены необоснованным человеческим страхам — фобиям, влияющим на мировоззрение людей, а также тому, как с ними справиться. Каждая песня — это отражение какой-то одной фобии. Самая первая песня — «Фактора страха» — описывает видение, образы того, что может сделать страх с человеком. «Город» посвящён поглощению духа человека, всю жизнь запертого в четырёх стенах. Третья песня «Риск» — повествование человека, который хочет испробовать в жизни все, приходящего к мысли, что он не может остановиться. «Твой идеальный мир» — это дополняет вышесказанное размышлениями об ощущении безвыходности. «Не суждено» посвящена боязни смерти, постоянным размышлениям о ней. «Свобода и наказание» повествует о человеке, безмерно любящем свободу, но страшашимся реальности. «Живой» — это песня о ситуации, когда человек оказывается в чужом месте, городе, стране, проблеме одиночества. «Армагеддон» — это боязнь случайной смерти, которая не даст оставить после себя разумный след. «Казнь» — это ощущение приговорённого, это чувство близкой смерти. «Код судьбы» — это своеобразный эпилог. Это песня-призыв, поиск выхода из сложившейся ситуации, движение из тьмы к свету. Она завершает концепцию альбома, внося в него позитивное начало.

## Список композиций
| №  | Название            | Длительность |
| -- | ------------------- | ------------ |
| 1  | Фактор страха       | 4:51         |
| 2  | Город               | 4:04         |
| 3  | Риск                | 4:17         |
| 4  | Твой идеальный мир  | 4:01         |
| 5  | Не суждено          | 4:20         |
| 6  | Свобода в наказание | 3:33         |
| 7  | Живой               | 4:22         |
| 8  | Армагеддон          | 3:58         |
| 9  | Казнь               | 4:17         |
| 10 | Код судьбы          | 4:17         |

## Участники записи

### Основной состав
- Илья Александров — вокал
- Константин Селезнёв — музыка, тексты, гитара, вокал, клавиши
- Дмитрий «Викинг» Скопин — бас, бэк-вокал
- Станислав Вознесенский — ударные

### Приглашённые музыканты
- Виктор Смольский (Rage) — гитара соло «Живой»
- Олег Жиляков (Catharsis) — вокал «Не суждено»
- Джерри Ленин (Mechanical Poet) — вокал «Твой идеальный мир»
- Владимир Ермаков (Чёрный Обелиск) — барабаны «Казнь»
- Максим Олейник (Иван Царевич) — барабаны «Твой идеальный мир»
- Вокальные аранжировки и мелодия — Константин Селезнёв, Илья Александров
- Художественное оформление — Лекс Плотников
- Фото — Любовь Подольская, Полина Понюкова-Скопина
- Звукорежиссёр — Константин Селезнёв
- Запись студии «Чёрный Обелиск»